# Paul Arène
Paul-Auguste Arène (26. června 1843, Sisteron, Alpes-de-Haute-Provence – 17. prosince 1896, Antibes, Provence-Alpes-Côte d'Azur) byl provensálský básník a spisovatel.

## Životopis
Paul-Auguste Arène studoval v Marseille a poté ve Vannes. Krátká hra, která se v Théâtre de l'Odéon těšila určitému úspěchu, Pierrot dědicem, jej v roce 1865 přivedla k ukončení studia na univerzitě a k žurnalistice. Ve věku 23 let začal přispívat do listu Le Figaro a složil své první provensálské básně, které publikoval Joseph Roumanille v Almanach avignonnais.
Tématem všech jeho provensálských děl je oblast a zejména venkov kolem Sisteronu: Fontfrediero, Lis Estello negro, Raubatori.
V roce 1868 napsal Paul Arène své mistrovské dílo Jean des Figues
Zúčastnil se prusko-francouzské války v roce 1870 v hodnosti kapitána a v roce 1884 obdržel řád čestné legie.